# Sphegina thoraciaca
Sphegina thoraciaca är en tvåvingeart som beskrevs av Tokuichi Shiraki 1968. Sphegina thoraciaca ingår i släktet midjeblomflugor, och familjen blomflugor. Inga underarter finns listade i Catalogue of Life.